# Manuel Álvarez de Mon
Manuel Álvarez de Mon (f. Madrid, 1809) fue un grabador español.

## Biografía
Discípulo de Juan Moreno de Tejada, trabajó con él en más de un encargo. En 1802 obtuvo por unanimidad la medalla de oro de una onza, del premio por el grabado de láminas en el concurso anual de la Real Academia de Bellas Artes de San Fernando.
Junto con su maestro, Moreno de Tejada, abrió varias láminas para ilustrar la edición de Sancha de los Trabajos de Persiles y Segismunda, de Cervantes, y proporcionó la estampa con la Alegoría de la pintura que ilustra las Excelencias del pincel y del buril en quatro silvas, poema de Moreno de Tejada.
Falleció en Madrid en 1809, cuando se encontraba inmerso en la ejecución del inacabado retrato de Diego de Álava y Beaumont por dibujo de José Maea para la serie de Retratos de los españoles ilustres, encargo de la Real Calcografía.